# Єрмак Валерій Федорович
Валерій Федорович Єрмак (24 листопада 1942, с. Богаєвка, Саратовська область, РСФСР — 26 грудня 2013, Сімферополь, Автономна Республіка Крим, Україна) — кримський політик російського походження, керівник Сімферополя протягом шістнадцяти років (1990 — 2006). Депутат Верховної Ради АРК V скликання (2006—2010).
Доктор економічних наук. Член-кореспондент кримського відділення Академії будівництва України (1996). Член Міжнародної академії менеджменту (1997). Член Спілки дизайнерів України (2001). Лауреат премії Асоціації національних товариств народів Криму і Кримського республіканського фонду культури (1996). Почесний громадянин Сімферополя.

## Біографія
Народився 24 листопада 1942 року в с. Богаєвка Саратовського району Саратовської області РСФСР. Закінчив школу із золотою медаллю. У 1962 році працював теслею мехколони № 36 в Сімферополі. Закінчивши Севастопольський приладобудівний інститут (1963—1969). З 1966 року по 1969 року працював у Сімферопольському державному інституті з проєктування містобудування (Гіпроград) на таких посадах як технік-конструктор, Інженер-конструктор і старший архітектор. З 1969 року по 1970 рік проходив службу в рядах Збройних Сил СРСР. Потім трудився в кемеровському Главкузбасстроє, заводі великопанельного домобудівного тресту «Сімферопольпромстрой» і Херсонському «Облмежколхозстроє», сімферопольських заводах «Кримзалізобетон» і «Укрводзалізобетон». Мав відношення до будівництва багатоповерхового житла на вулиці Маршала Жукова.
Обирався депутатом гресівської селищної ради. У липні 1987 року став членом Сімферопольської міської ради народних депутатів, де обіймав протягом п'яти років такі посади як заступник, перший заступник голови та голова виконавчого комітету. З 1993 року по 1995 рік був головою виконкому Сімферопольської міськради.
У вересні 1995 року Єрмак був обраний жителями міста головою Сімферопольської міської ради. У березні 1998 року на виборах став міським головою Сімферополя. У 2002 році на виборах міського голови Єрмак знову зайняв посаду містобудівника набравши 53 тисячі голосів жителів. Перед голосуванням на користь Єрмака знялися кандидати Сергій Шувайніков і Олександр Рябков. Кандидатуру Єрмака підтримала редакція «Кримської правди», а також ректор ТНУ Микола Багров, голова правління заводу «Фіолент» Олександр Баталін, Герой СРСР Костянтин Усенко і народний артист України Анатолій Новіков.
Член Комуністичної партії Єрмак підозрювався в корупційних зв'язках з компанією «Консоль ЛТД». У лютому 2005 року під час засідання Сімферопольської міськради депутат Валерій Іванов від Прогресивної соціалістичної партії перерубав кухонною сокирою дроти від електронного табло для голосування. Причиною даного вчинку послужила відмова Єрмака ставити питання про виділення земельних ділянок у відкритому режимі. У червні 2005 року фракція комуністів у Сімферопольській міськраді зажадала відставки Єрмака у зв'язку з виділенням земельних ділянок на бульварі Франка. Через пару місяців КПУ зібрало понад 50 тисяч підписів за відставку Єрмака.
Під час його правління було проведено реконструкцію аеропорту, залізничного вокзалу та станції Сімферополь, а також була виділена земля під будівництво соборній мечеті на вулиці Ялтинській. Єрмак був прихильником прийняття закону «Про статус столиці Автономної Республіки Крим» який був прийнятий кримським парламентом. На честь 80-річчя газети "Кримська правда" перейменував вулицю Оранжерейну на вулицю Кримської правди. Під час його керівництва було відновлено звання «Почесний громадянин Сімферополя». Сам Єрмак під час правління містом відмовлявся від присвоєння йому даного звання.
У 2006 році обрався до Верховної Ради АРК V скликання від Партії «Союз» (3-й номер у списку). Виступав за відставку голови парламенту Криму Анатолія Гриценка. У 2010 році припинив політичну кар'єру.
Помер 26 грудня 2013 року. Влітку 2015 року на його могилі на кладовищі Абдал було встановлено пам'ятник. У лютому 2017 року Казанський сквер біля будівлі міськради Сімферополя був перейменований на честь Валерія Єрмака.
За словами колег, Валерій Федорович мав величезну працездатність, ⁣ вмів виділити головне, спрямовував діяльність ради та її виконкому на організацію безперебійної роботи складного та багатогранного механізму міського господарства, збереження та розвиток інфраструктури міста, забезпечення стабільної роботи підприємств усіх форм власності, соціальний захист населення.

## Нагороди та звання
- Почесне звання «Заслужений будівельник України» (1997)[18]
- Почесне звання «Заслужений працівник місцевого самоврядування в Автономній Республіці Крим» (2004)
- Орден «За заслуги» III ступеня (2002)
- Орден «За заслуги»  II ступеня (2004)[19]
- Орден Української Православної церкви

## Особисте життя
Одружений, має доньку. Дочка Наталя є дружиною Віктора Агєєва, який був міським головою Сімферополя (2010-2014), а з 2014 року голова Сімферопольської міськради.